# Nierada
Nierada est une localité polonaise de la gmina de Poczesna, située dans le powiat de Częstochowa en voïvodie de Silésie.